# Lepthyphantes himuronis
Lepthyphantes himuronis är en spindelart som beskrevs av Saito 1992. Lepthyphantes himuronis ingår i släktet Lepthyphantes och familjen täckvävarspindlar. Inga underarter finns listade i Catalogue of Life.